# Juillet 1873

## Événements
- Le général Chanzy est nommé gouverneur général de l’Algérie (fin en 1879).
- Espagne : les fédéralistes sont dépassés par les mouvements «cantonalistes », qui inspirés de la commune de Paris, multiplient les pouvoirs autonomes par la constitution de juntes locales. Le président fédéraliste catalan Pi y Margall démissionne. Après Nicolás Salmerón Alonso (18 juillet-7 septembre), le président Emilio Castelar revient à un régime centraliste et unitaire, privé de tout soutien réel à l’exception de l’armée qui rétablit l’ordre.

- 1er juillet : Île-du-Prince-Édouard rejoint la confédération canadienne.

- 26 juillet : loi Warnier visant à franciser la terre musulmane en Algérie et à délivrer aux indigènes des titres de propriété.